# Cumbre de Vilna de 2023

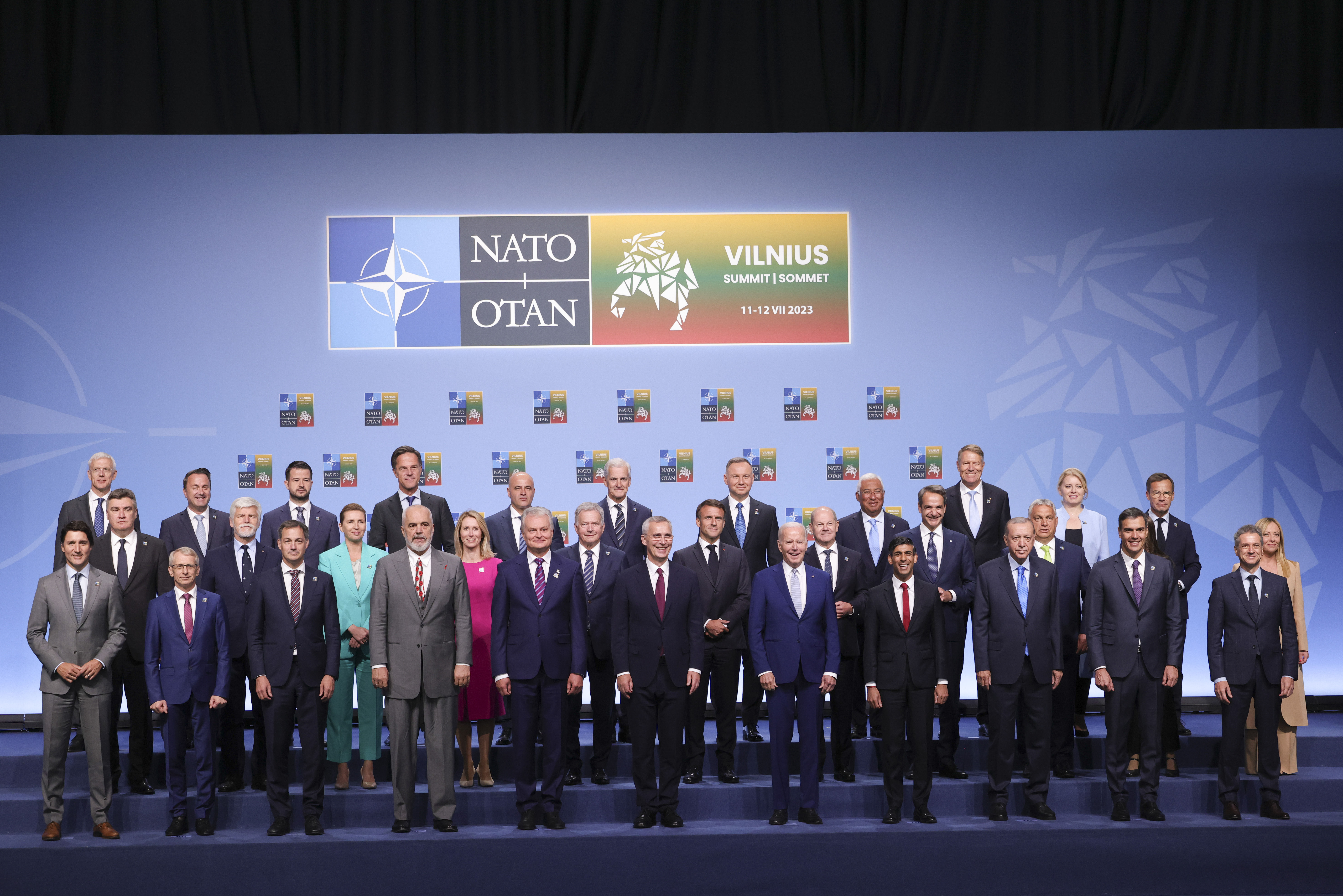
Foto de los participantes en la reunión de la OTAN de 2023 en Vilna.

La cumbre de Vilna de 2023 fue una cumbre de la OTAN que tuvo lugar del 11 al 12 de julio de 2023 en Vilna, la capital de Lituania. La cumbre se propuso oficialmente durante la cumbre de Madrid de 2022 y sus fechas se fijaron el 9 de noviembre de 2022. En la cumbre, los líderes mundiales discutieron la actual invasión rusa de Ucrania, así como el posible ingreso de Suecia y de Ucrania a la Alianza atlántica.

## Antecedentes
La cumbre se celebró en el contexto de la invasión rusa de Ucrania. En su discurso de enero de 2023 ante el Parlamento lituano, el presidente de Ucrania, Volodymyr Zelenskyy, calificó la cumbre de fatídica. Ucrania expresó su deseo de ser invitada formalmente a la OTAN en la cumbre de Vilna. El 8 de julio de 2023, el presidente de Estados Unidos, Joe Biden, declaró que Ucrania no estaba preparada para entrar en la OTAN en ese momento.
En el momento de la cumbre había 24 Estados miembros que habían declarado formalmente su apoyo a la adhesión de Ucrania a la OTAN. Antes de la cumbre, el 4 de julio de 2023, la ex presidenta de Lituania Dalia Grybauskaitė criticó a los líderes occidentales que no lograron impedir la agresión rusa y dijo que la negativa a invitar a Ucrania a la OTAN sería un error.
Tras la adhesión de Finlandia a la OTAN en 2023, muchos Estados miembros de la OTAN esperaban que Turquía y Hungría completaran el proceso de ratificación y permitieran la adhesión de Suecia antes de la cumbre. Sin embargo, debido a las objeciones turcas, no estaba claro si Turquía apoyaría la solicitud de Suecia antes de la cumbre.
Australia, Japón, Nueva Zelanda y Corea del Sur asistieron a la cumbre para reforzar sus lazos con la OTAN debido a las crecientes tensiones con China y Rusia.